# بيت بيوت
بيت بيوت هي لعبة تقوم على شخصين أو أكثر حيث يقمن مجموعة من الفتيات مع الفتيان بجلب كل ما يمتلكونه من الألعاب والعرائس وأدوات المطبخ الافتراضية، إضافة إلى بيوت افتراضية وأطقم شاي وما إلى ذلك. تبدأ الفتاتان أو أكثر من فتاتين بتمثيل أنهما تعيشان حياة الكبار متمثلات بعرائسهن حيث تمارسان الروتين اليومي، بدءًا من الاستيقاظ من النوم إلى تناول طعام الإفطار ثم الخروج وملاقاة بعضهن البعض، وما إلى ذلك
وكذلك فتى أو فتيين، شخص منهما يأخد دور الأبن والأخر دور الأب. ومن الألعاب الحركية القريبة من هذه اللعبة، لعبة أم عميش.